# Garrett Hedlund
Garrett John Hedlund (Roseau, Minnesota, 3 de septiembre de 1984) es un actor y músico estadounidense de ascendencia escandinava. Internacionalmente conocido por interpretar una diversidad de personajes famosos en cine, entre ellos, el de Sam Flynn en la película Tron: Legacy. Hedlund ha participado en importantes producciones cinematográficas de éxito como Troya (2004), Inside Llewyn Davis (2013), Unbroken (2014), entre otras.

## Primeros años
Hedlund es hijo de Robert Martin Hedlund y Kristine Anne Yanish. Es de ascendencia escandinava (sueca por parte paterna y noruega-alemana por parte materna). Es el menor de tres hijos. Tiene un hermano, Nathaniel y una hermana, Amanda.
Vivió sus primeros años en una granja ganadera en la diáspora escandinava ubicada en un pequeño pueblo de Roseau, Minnesota. Aprendió a conducir tractores agrícolas a los 8 años de edad.
En noveno grado se trasladó, con su madre y su hermana Amanda, a Scottsdale, Arizona. Desde muy joven ha tenido una gran afición por la lectura. Durante sus años escolares participó en los equipos de hockey sobre hielo, atletismo, combate cuerpo a cuerpo y fútbol americano. Tras matricularse en el «Horizon High School», empezó a recibir clases privadas de interpretación, las cuales aconsejado por su madre, él mismo pagó trabajando como mesero en McDonald's a pesar de ser menor de edad. Su coach Jean Fowler preparó a Hedlund, de 14 años, en técnicas de discurso y material de guion.
Por sus buenas calificaciones logró graduarse en el instituto antes de tiempo y seis meses después se marchó a Los Ángeles para perseguir una carrera como actor.

## Carrera artística

### 2003-2009: Primeros trabajos y gran avance
En 2003 comenzó en la industria del entretenimiento, modelando para la empresa L.L. Bean y la revista Teen Magazine.
Con 19 años de edad, debutó como actor con el papel de Patroclo, el joven aprendiz en combate y primo de Aquiles (interpretado por Brad Pitt) en la película épica mitológica Troya de la Warner Bros. Entertainment Inc., dirigida por Wolfgang Petersen y estrenada en 2004. Gracias a este papel fue reconocido, durante ese año, como el mejor actor joven. Un año antes de filmar Troya, Hedlund había protagonizado la película The Original Donut Chronicles pero la cinta del film fue extraviada misteriosamente, recuperándose solo algunos fragmentos del rodaje, por lo que nunca pudo estrenarse, considerándose una película perdida. Con el dinero que la Warner Bros. le dio por adelantado, se compró un apartamento en Los Ángeles en donde vivió durante los primeros años de su carrera.
Ese mismo año protagonizó su segunda película el drama deportivo (basado en un hecho real) Friday Night Lights interpretando a Don Billingsley un jugador de fútbol americano con una relación tormentosa con su padre (interpretado por Tim McGraw). En 2005 protagonizó la película de género drama criminal Cuatro hermanos en donde interpretó a Jack Mercer un joven roquero con una infancia traumática y el menor de los hermanos Mercer, la cual fue dirigida por John Singleton.
Su siguiente película fue Eragon en 2006, adaptación de la novela fantástica de Christopher Paolini, en la cual dio vida al joven y misterioso jinete de dragones Murtagh Morzansson, este personaje le dio a Hedlund bastante popularidad para los aficionados del cine fantástico. Dicha película de fantasía y aventura de la 20th Century Fox es una coproducción internacional entre Estados Unidos, Reino Unido y Hungría; el 14 de noviembre de ese mismo año fue lanzado el videojuego Eragon basado en la película, en donde Hedlund pone su imagen y voz a su personaje Murtagh.
En 2007 protagonizó la película de género comedia Georgia Rule dirigida por Garry Marshall. Ese mismo año interpretó a Billy Darley el villano principal de la película de género suspenso criminal Death Sentence (conocida como Sentencia de muerte en México y en España) basada en la novela de Brian Garfield y dirigida por James Wan.

### 2010-2012:Tron: Legacyy reconocimiento mundial

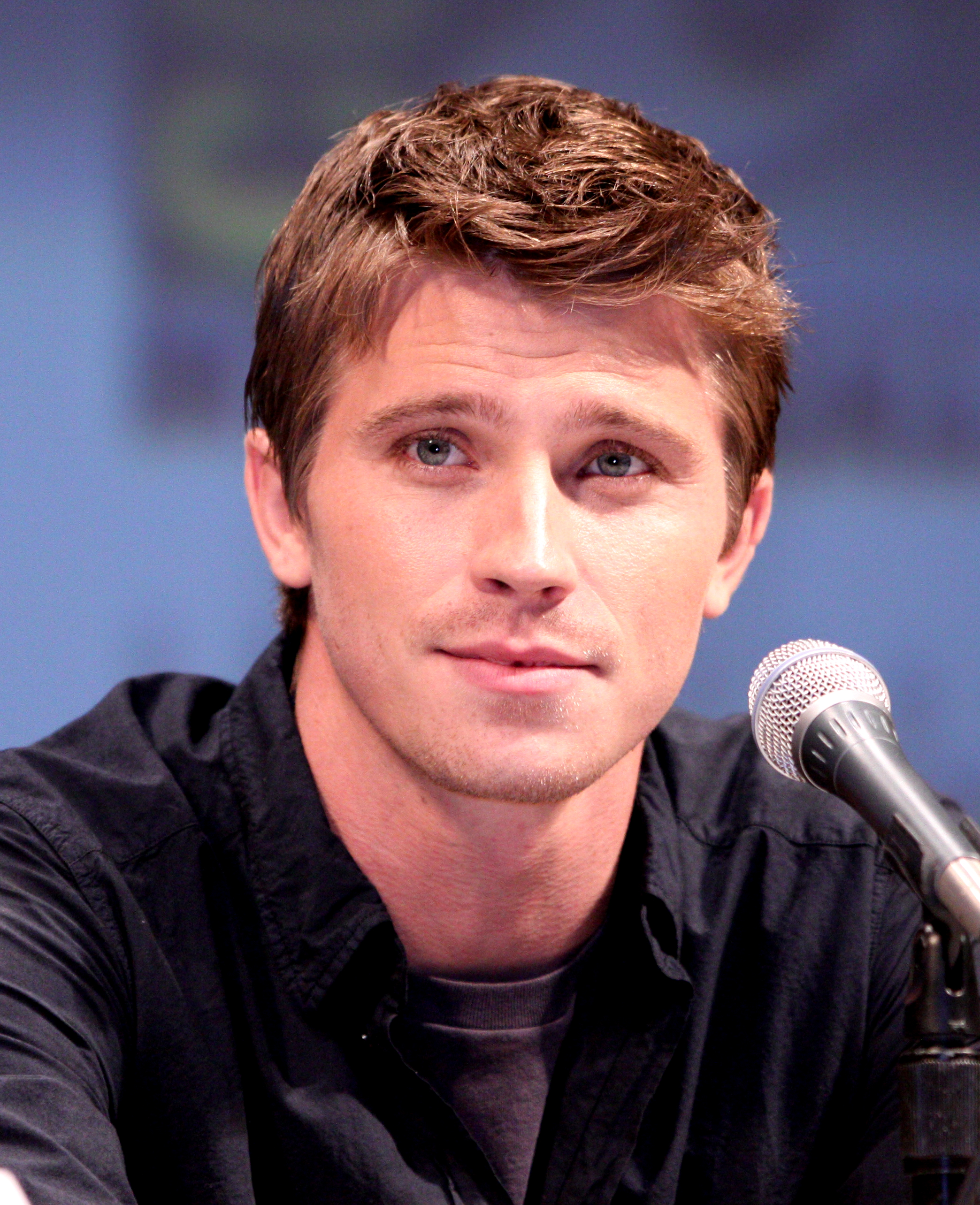
Garrett Hedlund en San Diego Comic-Con Internacional

En 2010 es el protagonista principal de la secuela de Tron, llamada Tron: Legacy (conocida como Tron: El legado en Hispanoamérica) y dirigida por Joseph Kosinski. Siendo elegido dos años antes por The Walt Disney Company para el codiciado papel de Sam Flynn, el hijo de Kevin Flynn (interpretado por Jeff Bridges). Al igual que su predecesora, Tron: Legacy también ha sido descrita como una película de culto debido al uso de sus gráficos generados por ordenador, siendo el preludio de un nuevo subgénero en la ciencia ficción, la realidad virtual. Hedlund ganó un "proceso de casting darwiniano" que probó a cientos de actores, siendo elegido por tener la "combinación única de inteligencia, ingenio, humor, apariencia y físico" que los productores buscaban en el hijo de Flynn. Hedlund se entrenó duro para hacer sus propias acrobacias, que incluían saltar sobre autos y mucho trabajo con cables y arneses para lograr el efecto «Wire-Fu». Dicha película de ciencia ficción y acción se estrenó en Tokio, Japón el 30 de noviembre de 2010 y en Norteamérica el 17 de diciembre del mismo año. Disney promocionó vigorosamente la película a través de múltiples plataformas de medios, incluyendo mercadotecnia, productos de consumo, parques temáticos y publicidad. Hedlund también fue considerado por Disney para interpretar al Capitán América / Steve Rogers en su versión cinematográfica de Marvel pero tuvo que abandonar el proyecto porque su agenda fílmica se interponía con la de Tron: Legacy.
Se convirtió en cantautor en 2010, componiendo las canciones de la banda sonora de Country Strong película de género drama musical la cual protagoniza interpretando a Beau Hutton, un joven guitarrista de música country. Su performance fue bien recibida por la crítica. El dúo de Hedlund con Leighton Meester, "Give in to Me", fue la única canción en aparecer como sencillo, alcanzando el número 79 en  Billboard  Hot 100 y el número 96 en el Canadian Hot 100. El 21 de diciembre de ese mismo año se lanzó un álbum de la banda sonora de "Country Strong" y un adicional de seguimiento con música de la película como descarga digital.
El 7 de junio de 2011, Hedlund fue nombrado "Hombre del Año" en los Premios Glamour.
Protagonizó en 2012 la película dramática On the Road interpretando a Dean Moriarty (Neal Cassady). Dicha película es una adaptación al cine de la novela de Jack Kerouac del mismo nombre, está dirigida por Walter Salles y producida por Francis Ford Coppola. La actuación de Hedlund en esta película fue elogiada por la crítica. En The Hollywood Reporter, el veterano crítico Todd McCarthy escribe: "Aunque la historia es de Sal / Kerouac, el papel estelar es Dean, y Hedlund tiene el atractivo para ello; entre los hombres aquí, él es el que siempre miras, y el actor capta efectivamente la impulsividad del personaje, personalidad que busca emociones fuertes, toma riesgos y evita responsabilidades". Owen Gleiberman, de la revista Entertainment Weekly, escribió: "Lo mejor de la película es la actuación de Garrett Hedlund como Dean Moriarty, cuyo hambre de vida (ávida, erótica, insaciable, destructiva) enciende un fuego que iluminará el camino hacia una nueva era. Hedlund es tan guapo como el joven Brad Pitt, y como Pitt, es un actor astuto y cambiante".
También ese mismo año fue modelo exclusivo de publicidad y pasarela de la firma italiana de moda Prada, en su campaña lanzada para la Colección Otoño / Invierno 2012.
Fue elegido por la Warner Bros. para dar vida a Kaneda Shotaro en la versión de acción real de Akira pero la producción de la película fue cancelada. Rechazó interpretar el papel de Christian Grey protagonista de la novela de E. L. James Cincuenta sombras de Grey, por no sentir ninguna conexión con el personaje. Para evitar ser encasillado, también rechazó el papel de Finnick Odair en la secuela de la película distópica de ciencia ficción y aventura Los juegos del hambre titulada Los juegos del hambre: en llamas.

### 2013-2022: Consolidación como actor

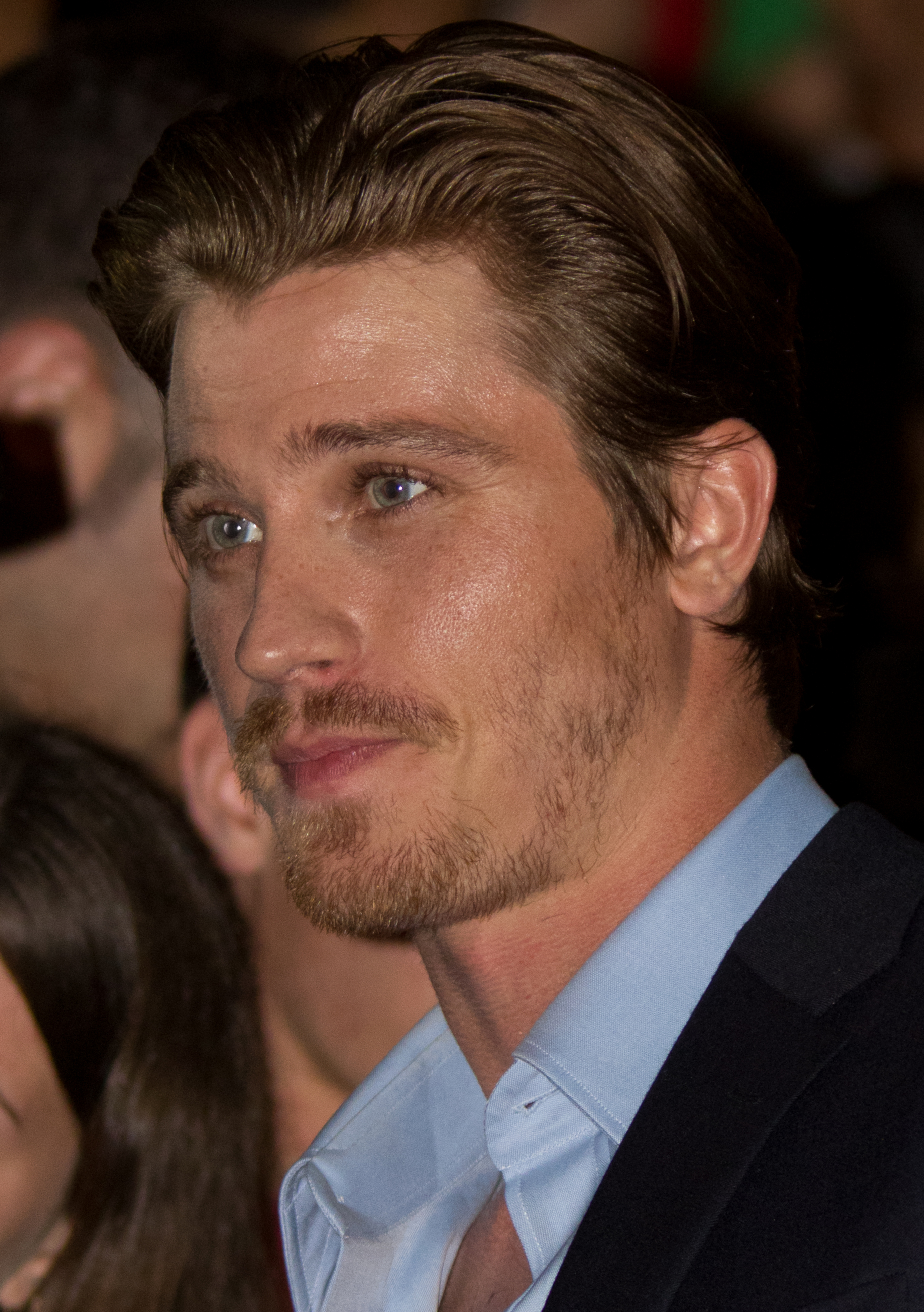
Garrett Hedlund en el Festival Internacional de Cine de Toronto

En 2013 protagoniza la película franco-estadounidense Inside Llewyn Davis (conocida como Inside Llewyn Davis: Balada de un hombre común en Hispanoamérica y A propósito de Llewyn Davis en España) la cual es una comedia negra dramática  dirigida por los hermanos Coen. Esta película fue galardonada con el Gran Premio del Festival de Cine de Cannes. Ese mismo año toca la guitarra y protagoniza el vídeo musical de la canción "Beautiful War" de la banda estadounidense Kings of Leon, correspondiente al Álbum Mechanical Bull. En dicho videoclip Hedlund rinde homenaje a un cowboy caído cuyo nombre es Lane Frost. También en 2013 fue elegido como la imagen de la fragancia francesa masculina "La Nuit de l'Homme" de Yves Saint Laurent Beauté.
Protagoniza la película dramática Lullaby en 2014, dirigida por Andrew Levitas. En esta película Hedlund canta el tema musical principal. Ese mismo año fue seleccionado por Angelina Jolie para personificar a John Fitzgerald en el biotopic de Louis Zamperini titulado Unbroken.
En 2015 protagoniza la película de thriller y suspenso Mojave, escrita y dirigida por William Monahan, en donde Hedlund es el cantautor de la principal canción que forma parte de la banda sonora. También interpreta a James Hook (futuro Capitán Garfio) en la superproducción Pan película de fantasía, infantil y aventura británico-estadounidense de la Warner Bros. (conocida como Peter Pan en Hispanoamérica y Pan: Viaje a Nunca Jamás en España), dirigida por Joe Wright. En septiembre de ese mismo año Hedlund escribe el libro The Art of Pan junto a Joe Wright  y Christopher Grove.
Protagoniza en 2016 la película de género bélico y drama Billy Lynn's Long Halftime Walk, dirigida por Ang Lee, escrita por Simon Beaufoy y Jean-Christophe Castelli, la cual está basada en la novela homónima de Ben Fountain.
En 2017 protagoniza la película dramática Mudbound (conocida como Mudbound: El color de la guerra en España) dirigida por Dee Rees, basada en la novela homónima de Hillary Jordan. Dicha película recibió múltiples reconocimientos internacionales. También ese mismo año protagoniza junto a Sharon Stone la serie de televisión Mosaic, interpretando a un aspirante a artista llamado Joel Hurley. Dicha serie de género drama y misterio de asesinatos es creada por Steven Soderbergh y emitida por HBO. Fue lanzada en dos formas: como una aplicación móvil y como un drama televisivo. En 2018 Hedlund prodcuce y protagoniza el cortometraje Tocsin filmado en las Islas Caimán. Ese mismo año es el protagonista de la película de cine independiente Burden, en donde interpreta a Mike Burden. Este film dramático sobre el racismo, inspirado en hechos reales, fue la gran ganadora en el Festival de Cine de Sundance 2018.
Protagoniza en 2019 la película de acción y aventura, lanzada por Netflix y dirigida por J. C. Chandor, Triple frontera grabada entre Soacha y Bogotá, donde interpreta a un ex SEAL en una operación mercenaria particular en Sudamérica. Ese mismo año protagoniza la película de género drama romántico Dirt Music, dirigida por Gregor Jordan, en donde Hedlund canta y toca la guitarra en las canciones. Esta película es una coproducción entre Reino Unido y Australia, está basada en la novela australiana del mismo nombre escrita por Tim Winton. El 7 de agosto de 2020 se lanzó un álbum de la banda sonora de "Dirt Music" (con música de la película) como descarga digital.
En 2021 interpreta al controversial funcionario del gobierno de Estados Unidos, Harry J. Anslinger en la película biográfica The United States vs. Billie Holiday, dirigida por Lee Daniels. Anslinger tenía entre 50 y 60 años durante el escenario de la película. En septiembre de 2021, protagoniza el primer pódcast de Stephen King titulado Strawberry Spring. El primer sencillo de Hedlund no asociado con un papel actoral, "The Road", se lanzó digitalmente el 21 de enero de 2022. Ese mismo año protagoniza junto a Sylvester Stallone la serie de Paramount+ Tulsa King, interpretando al cantinero y ex-montador de toros Mitch Keller. Esta serie de drama criminal es creada por Taylor Sheridan y escrita por Terence Winter.

### 2023-presente
En 2023 es el protagonista de la película de género thriller psicológico The Tutor, interpretando a Ethan Campbell (un tutor profesional universitario de la alta sociedad). Protagoniza junto a Mel Gibson la película de suspenso y acción Desperation Road, escrita por Michael Farris Smith. Este mismo año, también protagoniza la película The Marsh King's Daughter, dirigida por Neil Burger y basada en el bestseller internacional de Karen Dionne.

## Vida privada
Hedlund sabe tocar varios instrumentos musicales destacando en la guitarra y el violín. Durante la filmación de la película Eragon en Eslovaquia su coprotagonista el actor y músico británico Jeremy Irons fue su instructor personal en el desarrollo de técnicas alternativas de violín de carácter rítmico y percusivo.

### Relaciones
Comenzó una relación con la actriz Kirsten Dunst en octubre de 2011 durante el rodaje de la película On the Road (la cual protagonizaron juntos), siendo pública y oficial en enero de 2012. Dicha relación duró 4 años y estuvieron comprometidos para casarse pero en abril de 2016 cancelaron el compromiso, separándose en buenos términos.
En marzo de 2019, inicia una relación con la actriz Emma Roberts y en junio de 2020 se hizo público que esperaban su primer hijo. En agosto de 2020, Hedlund y Roberts confirmaron el embarazo oficialmente y revelaron que esperaban un varón. Su hijo Rhodes Robert Hedlund nació el 27 de diciembre de 2020 en Los Ángeles. El actor y cantante de country Tim McGraw es el padrino del hijo de Hedlund. En enero de 2022, se reporta que Hedlund y Roberts se separaron después de 3 años de relación.

## Filmografía completa

### Películas
| Año  | Título                               | Rol                           | Director               |
| ---- | ------------------------------------ | ----------------------------- | ---------------------- |
| 2004 | Troya                                | Patroclo                      | Wolfgang Petersen      |
| 2004 | Friday Night Lights                  | Don "Donny" Billingsley       | Peter Berg             |
| 2005 | Cuatro hermanos                      | Jack "Jackie" Mercer          | John Singleton         |
| 2006 | Eragon                               | Murtagh Morzansson            | Stefen Fangmeier       |
| 2007 | Georgia Rule                         | Harlan Wilson                 | Garry Marshall         |
| 2007 | Death Sentence                       | Billy Darley                  | James Wan              |
| 2010 | Tron: Legacy                         | Samuel "Sam" Flynn            | Joseph Kosinski        |
| 2010 | Country Strong                       | Beau Hutton                   | Shana Feste            |
| 2012 | On the Road                          | Dean Moriarty / Neal Cassady  | Walter Salles          |
| 2013 | Inside Llewyn Davis                  | Johnny Five                   | Hermanos Coen          |
| 2014 | Lullaby                              | Jonathan Lowenstein           | Andrew Levitas         |
| 2014 | Unbroken                             | Tte. Cmdt. John Fitzgerald    | Angelina Jolie         |
| 2015 | Mojave                               | Thomas "Tom"                  | William Monahan        |
| 2015 | Pan                                  | James Hook (Capitán Garfio)   | Joe Wright             |
| 2016 | Billy Lynn's Long Halftime Walk      | Sgto. David Dime              | Ang Lee                |
| 2017 | Mudbound                             | Jamie McAllan                 | Dee Rees               |
| 2018 | Burden                               | Mike Burden                   | Andrew Heckler         |
| 2019 | Triple frontera                      | Benjamin "Ben / Benny" Miller | J. C. Chandor          |
| 2019 | Dreamland                            | Perry Montroy                 | Miles Joris-Peyrafitte |
| 2019 | Dirt Music                           | Luther "Lu" Fox               | Gregor Jordan          |
| 2021 | The United States vs. Billie Holiday | Harry J. Anslinger            | Lee Daniels            |
| 2023 | The Tutor                            | Ethan Campbell                | Jordan Ross            |
| 2023 | The Absence of Eden                  | Agente Shipp                  | Marco Perego           |
| 2023 | Desperation Road                     | Russell Gaines                | Nadine Crocker         |
| 2023 | The Marsh King's Daughter            | Stephen Pelletier             | Neil Burger            |

### Televisión
| Año           | Título              | Rol                | Medio de Difusión  | Notas/Ref.                                                 |
| ------------- | ------------------- | ------------------ | ------------------ | ---------------------------------------------------------- |
| 2011          | When I Was 17       | El mismo           | MTV                | 1 episodio                                                 |
| 2017-2018     | Mosaic              | Joel Hurley        | HBO                | 8 episodios                                                |
| 2021          | Modern Love         | Spence             | Amazon Prime Video | Episodio: "En la sala de espera de los cónyuges separados" |
| 2021          | Reservation Dogs    | David              | FX on Hulu         | 1 episodio                                                 |
| 2022-presente | Tulsa King          | Mitch Keller       | Paramount+         | 19 episodios                                               |
| 2023          | The Family Stallone | El mismo           | MTV                | 1 episodio                                                 |
| 2023          | Lawmen: Bass Reeves | Garrett Montgomery | Paramount+         | 1 episodio                                                 |

### Cortometrajes
| Año  | Título                     | Rol                     | Director         | Notas/Ref. |
| ---- | -------------------------- | ----------------------- | ---------------- | ---------- |
| 2011 | Tron: The Next Day         | Samuel "Sam" Flynn      | Joseph Kosinski  | [ 131 ]    |
| 2018 | Tocsin                     | G (músico protagonista) | Frank E. Flowers | [ 88 ]     |
| 2018 | Lucero: Long Way Back Home | Cory                    | Jeff Nichols     | [ 132 ]    |

### Podcasts
| Año  | Título                      | Rol            | Director       | Notas/Ref.                  |
| ---- | --------------------------- | -------------- | -------------- | --------------------------- |
| 2021 | Strawberry Spring           | Henry Denton   | Lee Metzger    | 8 episodios                 |
| 2022 | Make It Up as We Go         | Lawford Keane  | Scarlett Burke | Episodio: "Cantina Lullaby" |
| 2023 | Supreme: The Battle for Roe | Ron Weddington | Rachel Winter  | 4 episodios                 |

### Videojuegos
| Año       | Título original | Rol                | Notas/Ref. |
| --------- | --------------- | ------------------ | ---------- |
| 2006      | Eragon          | Murtagh Morzansson | [ 136 ]    |
| 2017-2018 | Mosaic          | Joel Hurley        | [ 137 ]    |

### Videos musicales
| Año  | Canción            | Artista(s)                               | Rol                          | Notas/Ref.              |
| ---- | ------------------ | ---------------------------------------- | ---------------------------- | ----------------------- |
| 2012 | "Truck Yeah"       | Tim McGraw                               | Camionero (protagonista)     | Actor - Guitarrista     |
| 2013 | "Beautiful War"    | Kings of Leon                            | Lane Frost                   | Actor - Guitarrista     |
| 2022 | "Best Ones"        | Garrett Hedlund                          | El mismo                     | Cantante                |
| 2022 | "Tulsa Night"      | Garrett Hedlund (dueto con Caitlin Rose) | El mismo                     | Cantautor - Guitarrista |
| 2023 | "Day One"          | Garrett Hedlund                          | El mismo                     | Cantautor - Guitarrista |
| 2023 | "Yep Roc Heresy"   | Coati Mundi                              | Dean Moriarty / Neal Cassady | Actor                   |
| 2023 | "Desperation Road" | Garrett Hedlund                          | Russell Gaines               | Cantautor - Actor       |

## Discografía

### Banda SonoraCountry Strong(Sony Music Entertainment)
| Año  | Título                                       | Álbum                           | Duración |
| ---- | -------------------------------------------- | ------------------------------- | -------- |
| 2010 | "Chances Are"                                | Country Strong: Original Motion | 3:25     |
| 2010 | "Silver Wings"                               | Country Strong Soundtrack       | 3:21     |
| 2010 | "Hard Out Here"                              | Country Strong Soundtrack       | 3:09     |
| 2010 | "Turn Loose The Horses"                      | Country Strong Soundtrack       | 3:05     |
| 2010 | "Give In To Me" (dueto con Leighton Meester) | Country Strong Soundtrack       | 3:29     |
| 2010 | "Hide Me Babe"                               | Country Strong Soundtrack       | 3:08     |
| 2010 | "Timing Is Everything"                       | Country Strong Soundtrack       | 3:24     |

### Banda SonoraDirt Music(Universal Music Group)
| Año  | Título                                                                    | Álbum                 | Duración |
| ---- | ------------------------------------------------------------------------- | --------------------- | -------- |
| 2020 | "Dumb Things"                                                             | Dirt Music Soundtrack | 2:30     |
| 2020 | "I Will Put My Ship In Order"                                             | Dirt Music Soundtrack | 3:33     |
| 2020 | "Stolen Car" (terceto con: Julia Stone, George Mason)                     | Dirt Music Soundtrack | 4:04     |
| 2020 | "Make Me A Pallet On Your Floor" (terceto con: Julia Stone, George Mason) | Dirt Music Soundtrack | 1:58     |
| 2020 | "I’m Here" (terceto con: Julia Stone, George Mason)                       | Dirt Music Soundtrack | 3:07     |
| 2020 | "Song To The Siren" (terceto con: Julia Stone, George Mason)              | Dirt Music Soundtrack | 2:58     |
| 2020 | "Storm Clouds" (terceto con: Julia Stone, George Mason)                   | Dirt Music Soundtrack | 3:16     |

### Banda SonoraTulsa King(Paramount Music)
| Año  | Título                                      | Álbum                              | Duración |
| ---- | ------------------------------------------- | ---------------------------------- | -------- |
| 2024 | "Ramblin' Man"                              | Tulsa King Soundtrack: Seasons 1-2 | 1:46     |
| 2024 | "Tush"                                      | Tulsa King Soundtrack: Seasons 1-2 | 2:19     |
| 2024 | "Never Been To Spain"                       | Tulsa King Soundtrack: Seasons 1-2 | 3:55     |
| 2024 | "Nothing I Can Do About It Now"             | Tulsa King Soundtrack: Seasons 1-2 | 2:16     |
| 2024 | "My Rifle, My Pony & Me"                    | Tulsa King Soundtrack: Seasons 1-2 | 2:38     |
| 2024 | "Another Somebody Done Somebody Wrong Song" | Tulsa King Soundtrack: Seasons 1-2 | 3:24     |

### Otras canciones
| Año  | Título                             | Artista(s)                                                      | Notas                                      | Duración | Ref.    |
| ---- | ---------------------------------- | --------------------------------------------------------------- | ------------------------------------------ | -------- | ------- |
| 2014 | "Fall Apart"                       | Garrett Hedlund                                                 | Lullaby (soundtrack)                       | 5:08     | [ 73 ]  |
| 2015 | "Can't Help It"                    | Garrett Hedlund                                                 | Mojave (soundtrack) Cantautor              | 3:23     | [ 144 ] |
| 2022 | "The Road"                         | Garrett Hedlund                                                 | Cantautor                                  | 3:21     | [ 101 ] |
| 2022 | "Tulsa Night"                      | Garrett Hedlund                                                 | Cantautor                                  | 3:34     | [ 145 ] |
| 2022 | "Tulsa Night" (feat. Caitlin Rose) | Garrett Hedlund (dueto con Caitlin Rose)                        | Cantautor                                  | 3:34     | [ 146 ] |
| 2022 | "Take My Loving Heart"             | Garrett Hedlund (dueto con Scarlett Burke)                      | Make It Up as We Go (soundtrack) Cantautor | 3:27     | [ 147 ] |
| 2022 | "Gain A Little Ground"             | Garrett Hedlund (terceto con: Shooter Jennings, Scarlett Burke) | Make It Up as We Go (soundtrack) Cantautor | 3:43     | [ 148 ] |
| 2022 | "More Like Home"                   | Garrett Hedlund                                                 |                                            | 3:20     | [ 149 ] |
| 2022 | "Best Ones"                        | Garrett Hedlund                                                 |                                            | 3:23     | [ 150 ] |
| 2022 | "Always Wanted To"                 | Garrett Hedlund                                                 |                                            | 3:37     | [ 151 ] |
| 2023 | "Day One"                          | Garrett Hedlund                                                 | Cantautor                                  | 4:06     | [ 152 ] |
| 2023 | "Desperation Road"                 | Garrett Hedlund                                                 | Desperation Road (soundtrack) Cantautor    | 2:50     | [ 153 ] |

## Reconocimientos artísticos
| Premio Teen Choice | Premio Teen Choice                       | Premio Teen Choice | Premio Teen Choice | Premio Teen Choice |
| Año                | Categoría                                | Película           | Resultado          | Ref.               |
| ------------------ | ---------------------------------------- | ------------------ | ------------------ | ------------------ |
| 2004               | Mejor Estrella Juvenil Masculina en Cine | Troya              | Nominado           | [ 154 ]            |

| Premio Black Reel | Premio Black Reel         | Premio Black Reel | Premio Black Reel | Premio Black Reel |
| Año               | Categoría                 | Película          | Resultado         | Ref.              |
| ----------------- | ------------------------- | ----------------- | ----------------- | ----------------- |
| 2006              | Mejor Reparto en Conjunto | Cuatro hermanos   | Nominados         | [ 155 ]           |

| Premio Young Hollywood | Premio Young Hollywood | Premio Young Hollywood | Premio Young Hollywood | Premio Young Hollywood |
| Año                    | Categoría              | Película               | Resultado              | Ref.                   |
| ---------------------- | ---------------------- | ---------------------- | ---------------------- | ---------------------- |
| 2011                   | Mejor Actor del Año    | Tron: Legacy           | Ganador                | [ 156 ]                |

| Premio Rising Star (Maui Film Festival) | Premio Rising Star (Maui Film Festival) | Premio Rising Star (Maui Film Festival) | Premio Rising Star (Maui Film Festival) | Premio Rising Star (Maui Film Festival) |
| Año                                     | Categoría                               | Película                                | Resultado                               | Ref.                                    |
| --------------------------------------- | --------------------------------------- | --------------------------------------- | --------------------------------------- | --------------------------------------- |
| 2011                                    | Mejor Actor del Año                     | Tron: Legacy                            | Ganador                                 | [ 157 ]                                 |

| Premio Saturn | Premio Saturn          | Premio Saturn | Premio Saturn | Premio Saturn |
| Año           | Categoría              | Película      | Resultado     | Ref.          |
| ------------- | ---------------------- | ------------- | ------------- | ------------- |
| 2011          | Mejor Actor de Reparto | Tron: Legacy  | Nominado      | [ 158 ]       |

| MTV Movie & TV Awards | MTV Movie & TV Awards                      | MTV Movie & TV Awards | MTV Movie & TV Awards | MTV Movie & TV Awards |
| Año                   | Categoría                                  | Película              | Resultado             | Ref.                  |
| --------------------- | ------------------------------------------ | --------------------- | --------------------- | --------------------- |
| 2011                  | Mejor Rendimiento Masculino Revolucionario | Tron: Legacy          | Nominado              | [ 159 ]               |

| Premio Glamour | Premio Glamour | Premio Glamour | Premio Glamour | Premio Glamour |
| Año            | Categoría      | Película       | Resultado      | Ref.           |
| -------------- | -------------- | -------------- | -------------- | -------------- |
| 2011           | Hombre del Año | —              | Ganador        | [ 160 ]        |

| Premio International Online Cinema Awards (INOCA) | Premio International Online Cinema Awards (INOCA) | Premio International Online Cinema Awards (INOCA) | Premio International Online Cinema Awards (INOCA) | Premio International Online Cinema Awards (INOCA) |
| Año                                               | Categoría                                         | Película                                          | Resultado                                         | Ref.                                              |
| ------------------------------------------------- | ------------------------------------------------- | ------------------------------------------------- | ------------------------------------------------- | ------------------------------------------------- |
| 2013                                              | Mejor Actor de Reparto                            | On the Road                                       | Nominado                                          | [ 161 ]                                           |

| Premio Gotham | Premio Gotham               | Premio Gotham | Premio Gotham | Premio Gotham |
| Año           | Categoría                   | Película      | Resultado     | Ref.          |
| ------------- | --------------------------- | ------------- | ------------- | ------------- |
| 2017          | Mejor Actuación en Conjunto | Mudbound      | Ganadores     | [ 162 ]       |

| Premio Awards Circuit Community Awards (ACCA) | Premio Awards Circuit Community Awards (ACCA) | Premio Awards Circuit Community Awards (ACCA) | Premio Awards Circuit Community Awards (ACCA) | Premio Awards Circuit Community Awards (ACCA) |
| Año                                           | Categoría                                     | Película                                      | Resultado                                     | Ref.                                          |
| --------------------------------------------- | --------------------------------------------- | --------------------------------------------- | --------------------------------------------- | --------------------------------------------- |
| 2017                                          | Mejor Reparto                                 | Mudbound                                      | Nominados                                     | [ 163 ]                                       |

| Premio Black Film Critics Circle Awards | Premio Black Film Critics Circle Awards | Premio Black Film Critics Circle Awards | Premio Black Film Critics Circle Awards | Premio Black Film Critics Circle Awards |
| Año                                     | Categoría                               | Película                                | Resultado                               | Ref.                                    |
| --------------------------------------- | --------------------------------------- | --------------------------------------- | --------------------------------------- | --------------------------------------- |
| 2017                                    | BFCC Award (Mejor Reparto en Conjunto)  | Mudbound                                | Ganadores                               | [ 164 ]                                 |

| Premio Hollywood Film Awards | Premio Hollywood Film Awards | Premio Hollywood Film Awards | Premio Hollywood Film Awards | Premio Hollywood Film Awards |
| Año                          | Categoría                    | Película                     | Resultado                    | Ref.                         |
| ---------------------------- | ---------------------------- | ---------------------------- | ---------------------------- | ---------------------------- |
| 2017                         | Mejor Conjunto de Ruptura    | Mudbound                     | Ganadores                    | [ 165 ]                      |

| Premio Independent Spirit | Premio Independent Spirit                       | Premio Independent Spirit | Premio Independent Spirit | Premio Independent Spirit |
| Año                       | Categoría                                       | Película                  | Resultado                 | Ref.                      |
| ------------------------- | ----------------------------------------------- | ------------------------- | ------------------------- | ------------------------- |
| 2018                      | Robert Altman Award (Mejor Reparto en Conjunto) | Mudbound                  | Ganadores                 | [ 166 ]                   |

| Premio del Sindicato de Actores | Premio del Sindicato de Actores   | Premio del Sindicato de Actores | Premio del Sindicato de Actores | Premio del Sindicato de Actores |
| Año                             | Categoría                         | Película                        | Resultado                       | Ref.                            |
| ------------------------------- | --------------------------------- | ------------------------------- | ------------------------------- | ------------------------------- |
| 2018                            | Mejor Actuación de Elenco en Cine | Mudbound                        | Nominados                       | [ 167 ]                         |

| Premio Online Film & Television Association | Premio Online Film & Television Association | Premio Online Film & Television Association | Premio Online Film & Television Association | Premio Online Film & Television Association |
| Año                                         | Categoría                                   | Película                                    | Resultado                                   | Ref.                                        |
| ------------------------------------------- | ------------------------------------------- | ------------------------------------------- | ------------------------------------------- | ------------------------------------------- |
| 2018                                        | Mejor Reparto en Conjunto                   | Mudbound                                    | Nominados                                   | [ 168 ]                                     |

| Premio CinEuphoria | Premio CinEuphoria                         | Premio CinEuphoria | Premio CinEuphoria | Premio CinEuphoria |
| Año                | Categoría                                  | Película           | Resultado          | Ref.               |
| ------------------ | ------------------------------------------ | ------------------ | ------------------ | ------------------ |
| 2019               | Mejor Conjunto - Competición Internacional | Mudbound           | Nominados          | [ 169 ]            |